# Valentina Lisitsa
Valentina Ievhénivna Lissítsia, ucraïnès: Валенти́на Євге́нівна Лиси́ця, coneguda habitualment com a Valentina Lisitsa (Kíiv, Ucraïna, 11 de desembre de 1973) és una pianista ucraïnesa que actualment viu a Carolina del Nord. És una de les intèrprets rellevants del panorama pianístic i alhora que una de les més controvertides. Té més de 95 milions de visites a la seva pàgina de Youtube i 639.000 subscriptors al seu canal. Aquestes xifres la converteixen en una estrella de les noves tecnologies i del món d'Internet aplicat a la música clàssica. Ha aconseguit que aquest èxit basat als suports multimèdia i a les xarxes socials es traduís en una gran carrera com a concertista que l'ha portat a alguns dels principals auditoris d'Europa, els Estats Units, Amèrica del Sud i Àsia.
Arran de les manifestacions Euromaidan que van propiciar la fugida del país de Víktor Ianukòvitx, aleshores president d'Ucraïna, Lisitsa ha manifestat un recolzament incondicional al separatisme prorus i una campanya de desprestigi del govern ucraïnès mitjançant el seu compte Twitter, la qual cosa va propiciar l'anul·lació d'alguns dels seus concerts.

## La seva carrera abans d'internet
Valentina Lisitsa va començar a tocar el piano a l'edat de tres anys. Un any més tard va realitzar el seu primer recital, fet que li va suposar guanyar-se un lloc per estudiar a l'Escola de Música Lysenko per a nens especialment dotats per la música i les arts. Més tard va completar els seus estudis al Conservatori de Kiev, on va estudiar amb Ludmilla Tsvirko.
L'any 1991 va guanyar el concurs de piano Murray Dranov, juntament amb Alexei Kuznetsov, amb qui es va casar un any després quan van decidir marxar als Estats Units i fixar la seva residència a Carolina del Nord. Va debutar a Nova York al Festival Mostly Mozart, al Lincoln Center l'any 1995. Va iniciar una certa trajectòria com a concertista en la que es van intercalar algunes actuacions més o menys rellevants, com les que va fer del segon concert de Rachmaninov amb l'Orquestra Filharmònica de Florida. La crítica va dir que «la seva interpretació projecta tot l'impacte d'aquesta obra, alhora que és emocionalment sincera i autèntica».
També va fer concerts a dos pianos amb el seu marit, entre els quals la gira del Concert per a dos pianos de Poulenc amb l'Orquestra Nacional de França, dirigida per Charles Dutoit. Va rebre alguns premis, va fer diversos enregistraments per a Audiofon Records Arxivat 2017-04-20 a Wayback Machine..
L'any 2006, arran d'una gravació no professional i sense cap mena d'edició va publicar a les xarxes socials la interpretació dels estudis de Chopin. Es van convertir en virals, i van arribar a les primeres posicions del ranking de visites a Youtube i Amazon. La seva carrera va tenir l'impuls definitiu de la mà d'una explosió a les xarxes socials sense precedents en la història de la música clàssica.

## Una "Youtube star" de la música clàssica
La recerca de noves formes d'ampliar el seu públic i el seu nou posicionament obert als enfocaments no convencionals van resultar vitals perquè la seva presencia a les xarxes socials s'anés incrementant amb el temps portant-la a ser un fenomen de masses. Avui dia, s'ha convertit en una artista reclamada per molts dels principals auditoris de tot el món. Aquesta presencia contínua a plataformes com Youtube–i la gran acceptació dels seus vídeos arreu del món van suposar-li un impuls definitiu a la seva carrera. L'any 2012, va debutar en concert al Royal Albert Hall i va firmar, com a artista exclusiva, amb la discogràfica DECCA.
La intel·ligència mediàtica de Lisitsa va convertir, un cop més, aquesta oportunitat en una plataforma de llançament, ja que el seu plantejament va suposar un nou precedent en la forma d'enfocar el món de la interpretació clàssica. En aquesta ocasió, el public va tenir l'oportunitat de votar, en línia i per avançat, pel seu programa preferit –una forma de participació de l'audiència que s'ha convertit en una de les "marques" de Valentina Lisitsa– i, d'altra banda, l'enregistrament en viu d'aquest concert es va poder veure en streaming, en alta definició, i va arribar, de la mà de DECCA, al públic en format CD i DVD menys d'un més després del recital. Poc temps després, aquesta discogràfica va publicar 2 CDs més de Valentina Lisitsa amb l'enregistrament dels concerts complets per a piano i orquestra i la ràpsodia sobre un tema de Paganini de Rachmaninov amb la Simfònica de Londres, sota la batuta de Michael Francis.
A partir d'aquest moment la fama es va anar retroalimentant i el seu nombre de concerts, des d'aleshores, no para de créixer. Al febrer de 2013 va fer el seu debut a l'auditori principal de la Filharmònica de Berlín, i aquest mateix l'any també va donar diversos recitals a tot Europa, els Estats Units, o a d'altres llocs com ara Brisbane o Seül, per acabar altra vegada amb un recital a Berlín al desembre i, en alguns dels casos, també va oferir l'oportunitat al públic d'escollir el programa mitjançant les xarxes socials.
Algunes de les seves crítiques parlen de seguretat en si mateixa, una combinació de virtuosisme i lirisme, i una capacitat de comunicació excepcional «molt ayunllada del concepte de " prestidigitador mecanògraf" que sembla haver-se imposat en molts pianistes avui dia». Aquesta capacitat comunicativa al piano, combinada amb les seves freqüents aparicions a internet, han suposat que Lisitsa hagi anat acumulant durant aquests darrers anys aparicions en concerts i fama a nivell global (i, de vegades, una forta controvèrsia que li ha suposat fins i tot l'anul·lació d'alguns concerts força rellevants o la eliminació dels seus enregistraments del programa d'entreteniment a bord d'algunes línies aerees, degut a les seves opinions sobre els enfrontaments entre Russia i Ucraïna i a la seva postura obertament contrària al govern ucraïnés –que no ha dubtat en fer públiques a les xarxes socials mitjançant els seus canals de twiter o facebook).

## Repertori
El seu repertori és molt ampli i comprèn obres que poden anar des de Bach o Mozart a Xostakóvitx i Bernstein, encara que reconeix que té una certa afinitat per la música de Rachmaninov, i el seu èxit l'ha portat aquests últims anys a multiplicar les seves aparicions a diversos llocs dels Estats Units, però també a llocs com Hong Kong o Taiwan o a enregistrar programes per la BBC. Entre d'altres, ha ofert concerts a ciutats com Paris, Viena, Bucarest, Istanbul, Milan o Londres, algunes gires pel Japó i Corea del Sud i ha participat en esdeveniments com el Menuhin Gstaad Festival, amb gires per Holanda i Alemanya, on ha tocat en companyia d'orquestres com la Royal Stockholm Philharmonic, Prague Symphony o Calgary Philharmonic.

## Discografia
- Virtuosa Valentina (1996 - Audiofon Records): Obras de Schubert, Liszt i Godowsky
- Valentina (1996 - Audiofon Records).: Obres de Mozart, Beethoven, Chopin, Rachmaninov i Prokofiev
- Virtuosa Valentina 2 (1997 - Audiofon Records): Obres de Rachmaninov i Liszt
- Valentina Lisitsa Live at Royal Albert Hall (2012 - Decca): Obres de Beethoven, Chopin, Liszt, Rachmaninov i Scriabin
- Valentina Lisitsa Rachmaninov (2013 - Decca): Concerts per a piano i orquestra, i Ràpsodia sobre un tema de Paganini, de Rachmaninov
- Valentina Lisitsa plays Liszt (2013 - Decca)
- Chassing pianos (2014 - Decca): Obres de Michael Nyman (amb motiu del 70è aniversari del compositor)
- Études (2014 - Decca): Estudis per a piano de Chopin i Schumann
- Valentina Lisitsa plays Philip Glass (2015 - Decca)
- Scriabin - Nuances (2015 - Decca)
- Love Story (2016 - Decca): Obres per a piano basades en bandes sonores de cinema